# Ermita de Sant Vicent Ferrer de Llucena
L'ermita de Sant Vicent de Llucena (Província de Castelló, Espanya) està situada a l'entrada de la població des de Castelló de la Plana.
És una construcció de mitjan S. XVIII amb una façana de pedres carreus tallades, portes de taules de xiprer coronades per una fornícula en la qual està entronitzada la imatge del Sant, obra de Joan Bautista Porcar, en 1968, que substitueix a una altra d'època destruïda en la guerra civil del 36; sobre ella una airosa espadanya amb el seu campanar. Forts contraforts amb cantoneres de carreus donen solidesa a la construcció.
El seu interior és senzill amb arcs de pedra, nervadures i fornícules que recorden formes d'un gòtic radial.
Presideix una imatge del Taumaturg universal en fusta policromada, obra del valencià Serra.